# Allan Melvin
Allan Melvin (18 de fevereiro de 1923 – 17 de janeiro de 2008) foi um ator dos Estados Unidos, o qual ficou mais conhecido por suas aparições em shows de televisão e tendo ganhado maior fama como Sam the Butcher, personagem de The Brady Bunch e como Barney Hefner, no All in the Family.
Morreu aos 85 anos vítima de câncer. Sepultado no Westwood Village Memorial Park Cemetery.

## Filmografia
| Ano       | Título                                                                        | Funções | Notas                                           |
| --------- | ----------------------------------------------------------------------------- | --- | ----------------------------------------------- |
| 1955-1959 | The Phil Silvers Show                                                         | Cpl. Steve Henshaw / Indian Chief / Benny | 143 episódios Perry Mason 1963 - Carl Jasper    |
| 1961-1966 | The Dick Van Dyke Show                                                        | Sol Pomerantz / Guard Jenkins / Gun Drummer / Harrison B. Harding / Sam Pomerantz / Sam Pomeroy | 8 episódios                                     |
| 1962-1964 | Make Room for Daddy                                                           | Policial Johnson / Policial / Inspetor de Cupins Falsos | 3 episódios                                     |
| 1962-1967 | The Andy Griffith Show                                                        | Clarence 'Doc' Malloy / Clyde Plaunt / Prisioneiro em fuga / Fred Plummer / Detetive Bardoli / Jake / Myrt's Accomplice / Neal / Recrutando Sargento / Fazendeiro de Lawman Barney | 8 episódios                                     |
| 1963      | Beetle Bailey                                                                 | Sgt. Snorkle / Otto / Zero | Nota: ele escreveu dois episódios do programa   |
| 1963-1966 | The Flintstones                                                               | Quartzo / Jane / Policial / Stony / Sergeant / Elephant / Sportscaster / Len Frankenstone / Bony Hurdle / Sr. Nate Slate / Hoss Cartrock / Sheriff Craig / Boudler / Thug # 1 / Pig / Superstone / Bugsy / Bartender / Mailman / Head # 1 / Tom / Policial do carro 7 / Homens Rockarabian | 13 episódios                                    |
| 1964-1966 | The Magilla Gorilla Show                                                      | Gorila Magilla , Puss Bobrinha |                                                 |
| 1964      | Olá, é o urso Yogi!                                                           | Sargento de polícia |                                                 |
| 1964-1965 | Hey There, It's Yogi Bear!                                                    | Art Miller | 8 episódios                                     |
| 1965      | Sinbad Jr. and his Magic Belt                                                 | vozes adicionais |                                                 |
| 1965      | Secret Squirrel                                                               | vozes adicionais |                                                 |
| 1965-1969 | Gomer Pyle, USMC                                                              | Sgt. Charley Hacker | 16 episódios                                    |
| 1966      | Alice in Wonderland or What's a Nice Kid Like You Doing in a Place Like This? | Pai de Alice / Humphrey Dumpty | Especial de tv                                  |
| 1968      | The Adventures of Gulliver                                                    | Bunko / Brunik, o eremita selvagem |                                                 |
| 1968      | With Six You Get Eggroll                                                      | Sargento da Delegacia |                                                 |
| 1968-1970 | The Banana Splits Adventure Hour                                              | Drooper |                                                 |
| 1969      | Cattanooga Cats                                                               | Bumbler / Bristle Hound |                                                 |
| 1969      | Mod Squad                                                                     | Fred Croft | episódio: To Linc - With Love                   |
| 1969-1971 | Love, American Style                                                          | Vários |                                                 |
| 1969-1974 | The Brady Bunch                                                               | Sam Franklin | 8 episódios                                     |
| 1970      | Pufnstuf                                                                      | HR Pufnstuf / Henrich Rat / Living Island Boat / Orville Pelican / Cavalo de bolinhas / Morcego Estúpido / Vento Oeste |                                                 |
| 1970      | Mayberry RFD                                                                  | Conde | episódio: cabelo                                |
| 1972-1979 | All in the Family                                                             | Barney Hefner | 25 episódios                                    |
| 1972      | The ABC Saturday Superstar Movie                                              | Drooper | episódio: The Banana Splits em Hocus Pocus Park |
| 1972      | The ABC Saturday Superstar Movie                                              | Magilla Gorilla , vozes adicionais | episódio: Yogi's Ark Cotovia                    |
| 1972-1973 | Wait Till Your Father Gets Home                                               | vozes adicionais |                                                 |
| 1973-1975 | Yogi's Gang                                                                   | Magilla Gorilla , vozes adicionais |                                                 |
| 1974      | These Are the Days                                                            | vozes adicionais |                                                 |
| 1974      | Hong Kong Phooey                                                              | vozes adicionais |                                                 |
| 1976      | Dynomutt, Dog Wonder                                                          | vozes adicionais |                                                 |
| 1977      | CB Bears                                                                      | vozes adicionais |                                                 |
| 1977-1978 | Fred Flintstone e amigos                                                      | Magilla Gorilla , vozes adicionais |                                                 |
| 1977-1980 | Captain Caveman and the Teen Angels                                           | vozes adicionais |                                                 |
| 1978      | All-Star Comedy Ice Revue de Hanna-Barbera                                    | Drooper | Especial de tv                                  |
| 1978      | O show Scooby-Doo                                                             | vozes adicionais |                                                 |
| 1978      | Fangface                                                                      | vozes adicionais |                                                 |
| 1978-1983 | The All New Popeye Hour                                                       | Bluto |                                                 |
| 1979      | The Popeye Valentine Special: Sweethearts at Sea                              | Bluto | Especial de tv                                  |
| 1979      | The Plastic Man Comedy / Adventure Show                                       | vozes adicionais |                                                 |
| 1979-1982 | The New Adventures of Flash Gordon                                            | Thun the Lion Man / King Vultan | 24 episódios                                    |
| 1979-1983 | Archie Bunker's Place                                                         | Barney Hefner | 94 episódios                                    |
| 1981      | Spider-Man and His Amazing Friends                                            | Electro / vozes adicionais |                                                 |
| 1981-1982 | The Kwicky Koala Show                                                         | Joey bungle | 16 episódios                                    |
| 1982      | Mork & Mindy / Laverne & Shirley / Fonz Hour                                  | vozes adicionais |                                                 |
| 1982      | All Star Comedy Caper de Natal do urso Yogi                                   | Magilla Gorilla , vozes adicionais | Especial de tv                                  |
| 1984      | Challenge of the GoBots                                                       | vozes adicionais |                                                 |
| 1984-1987 | The Smurfs                                                                    | vozes adicionais |                                                 |
| 1985      | Galtar and the Golden Lance                                                   | vozes adicionais |                                                 |
| 1985      | Yogi's Treasure Hunt                                                          | vozes adicionais |                                                 |
| 1985-1987 | The Jetsons                                                                   | vozes adicionais |                                                 |
| 1986-1987 | Foofur                                                                        | Chucky the Rat, vozes adicionais |                                                 |
| 1987      | Popeye and Son                                                                | Bluto , J. Wellington Wimpy |                                                 |
| 1987      | DuckTales                                                                     | vozes adicionais |                                                 |
| 1987      | Yogi's Great Escape                                                           | Urso bandido | Filme de tv                                     |
| 1988      | The Good, the Bad e Huckleberry Hound                                         | Magilla Gorilla , vozes adicionais | Filme de tv                                     |
| 1988      | The New Yogi Bear Show                                                        | Bearler Bear |                                                 |
| 1988      | Adventures of the Gummi Bears                                                 | vozes adicionais |                                                 |
| 1990      | TaleSpin                                                                      | Warden Slammer | episódio: Gruel and Unusual Punishment          |
| 1990      | The Adventures of Don Coyote and Sancho Panda                                 | vozes adicionais |                                                 |
| 1990-1991 | Wake, Rattle, and Roll                                                        | Gorila magilla |                                                 |
| 1991      | Yo Yogi!                                                                      | Gorila Magilla "Ice" |                                                 |
| 1994      | Scooby-Doo! em Arabian Nights                                                 | Gorila magilla | Filme de TV; seu papel final                    |